# Marianna Kambúroglu
Marianna Kambúroglu (en grec, Μαριάννα Καμπούρογλου, Atenes, Grècia, 1819-Atenes, Grècia, 1890) fou una folklorista grega. Va dur a terme una tasca etnogràfica destinada a recopilar les tradicions i el folklore grec.

## Traduccions al català
1897 - Kambouroglou, Mariana. «La Reyna de les Gorgones». Traducció de Joan Vidal i Jumbert. La Veu de Catalunya (7-11-1897): 370-372.